# أوروش تشوشيتش
أوروش تشوشيتش (بالصربية: Урош Ћосић) هو لاعب كرة قدم صربي في مركز قلب الدفاع ولد في يوم 24 أكتوبر 1992 في مدينة بلغراد عاصمة صربيا، يلعب حالياً مع نادي أيك أثينا وسبق له اللعب مع نادي سسكا موسكو وريد ستار بلغراد ونادي بسكارا ونادي فروسينوني ونادي إمبولي، يبلغ طول اللاعب 188 سم.

## روابط خارجية
- أوروش تشوشيتش على موقع الاتحاد الأوربي (الإنجليزية)
- أوروش تشوشيتش على موقع قاعدة بيانات كرة القدم.إي يو (الإنجليزية)
- أوروش تشوشيتش على موقع Soccerway.com (الإنجليزية)
- أوروش تشوشيتش على موقع عالم كرة القدم.نت (الإنجليزية)
- أوروش تشوشيتش على موقع AS.com (الإسبانية)